# Super Boom!
Super Boom! – polski magazyn komiksowy wydawany w latach 1992-1994 przez Pracownię Grafiki Wydawniczej Super Boom prowadzoną przez Sławomira Wróblewskiego, który był również redaktorem naczelnym pisma (ogółem ukazało się dziesięć numerów). 
Na łamach Super Boom! publikowali klasycy komiksu polskiego: Janusz Christa, Henryk Jerzy Chmielewski, Tadeusz Baranowski i Grzegorz Rosiński. Dzięki magazynowi czytelnicy mieli okazję zapoznać się z niewydawanymi dotąd w albumach komiksami z serii Yans (Wieża rozpaczy), Tytus, Romek i A'Tomek, Orient Men, O zmroku, Kajko i Kokosz (Pasowanie) oraz Kajtek i Koko. Stałymi współpracownikami pisma byli m.in. Sławomir Jezierski i Radosław Kleczyński, którzy publikowali na jego łamach serię Kic Przystojniak. W Super Boom! publikowali również początkujący wówczas młodzi rysownicy, m.in.: Przemysław Truściński, Krzysztof Gawronkiewicz, 
Jerzy Ozga i Tomasz Tomaszewski. W magazynie drukowano amerykański komiks Spider-Man do scenariusza Stana Lee. Za publicystykę odpowiedzialni byli: Wojciech Birek, Jerzy Szyłak, Tomasz Kołodziejczak, Tomasz Marciniak, Kamil Śmiałkowski i Łukasz Zandecki.